# Anja Borst
Anja Borst (Voorhout, december 1982) is een Nederlands langebaanschaatsster. 
In 2001 nam zij deel aan de Wereldkampioenschappen schaatsen junioren 2001 en de Nederlandse kampioenschappen schaatsen afstanden 2001 - 1000 meter vrouwen.

## Records

### Persoonlijke records[2]
| Afstand    | Tijd    | Datum         | Baan    |
| ---------- | ------- | ------------- | ------- |
| 500 meter  | 40,74   | 15 maart 2001 | Calgary |
| 1000 meter | 1.19,64 | 17 maart 2001 | Calgary |
| 1500 meter | 2.01,64 | 16 maart 2001 | Calgary |
| 3000 meter | 4.18,62 | 17 maart 2001 | Calgary |